# Nétotchka Nezvanova
Nétotchka Nezvanova (russe : Не́точка Незва́нова) est un roman inachevé de l'écrivain russe Fiodor Dostoïevski écrit entre 1848 et 1849. Il devait au départ s'agir d'une grande œuvre qui prenne la forme d'une « confession », mais seule une esquisse de l'enfance et de l'adolescence de l'héroïne éponyme a été écrite et publiée.
Dostoïevski commença à travailler sur le roman en 1848 et la première section achevée fut publiée à la fin de 1849. La poursuite des travaux fut empêchée par son arrestation et son exil dans un camp de détention sibérien pour sa participation aux activités du cercle de Petrachevski. Après son retour en 1859, Dostoïevski ne reprit jamais l'écriture Nétotchka Nezvanova, laissant ce fragment incomplet.
Le roman est dans le style d'un Bildungsroman, il décrit les expériences et les émotions des années de formation de Nétotchka, telles qu'elle s'en souvient plus tard.

## Thèmes

### L'art et l'artiste
Le problème du statut de l'art et de l'artiste, en particulier le romantique, est fréquemment abordé dans les débats littéraires à la fin des années 1840 ; Nétotchka Nezvanova est censée être le point de vue de Dostoïevski sur cette question. Selon le biographe Joseph Frank, le but ultime de Dostoïevski, bien qu'il soit resté non réalisé, était « de dépeindre un personnage qui allie un dévouement à l'art à un engagement tout aussi ferme envers les idéaux moraux et sociaux les plus élevés ». Dans son enfance, Nétotchka vit dans l'ombre de l'obsession artistique dévorante d'Efimov, qui déforme initialement sa sensibilité morale, mais qui va devenir la motivation pour le développement d'une conscience compatissante et intrépide. Ainsi, Dostoïevski souhaitait rejeter à la fois l'égoïsme du romantisme, tel que le décrit Efimov, et le matérialisme de ceux, comme Belinsky, qui souhaitaient se concentrer uniquement sur des objectifs utilitaristes et pratiques au détriment de l'art.

### La question feminine
Un autre sujet très discuté à l'époque est la place des femmes dans la société. L'objectif de Dostoïevski, sans précédent à l'époque en Russie, est de « dépeindre une femme talentueuse et volontaire qui refuse de se laisser écraser – qui devient la principale héroïne « positive » d'un grand roman », plutôt que de simplement décrire la femme comme victime de l'injustice. Le roman était à l'origine sous-titré L'histoire d'une femme.

## Éditions françaises
- Niétotchka Nezvanova, traduit par J. Wladimir Bienstock, Paris, Mercure de France, 1917.
- Nétotchka Nezvanova traduit du russe par André Markowicz, Arles, 2000, Ed. Actes Sud, Collection Babel.  (ISBN 2 7427 2529 6)
- Niétotochka Nezvanova, édition bilingue russe-français (avec lecture audio en VO intégrée), L'Accolade Éditions, 2017.  (ISBN 978 2 37808 000 6)
- Niétotochka Niezvanova. Histoire d'une femme  (trad. Henri Mongault), Paris, Ginkgo éditeur, coll. « Petite Bibliothèque slave », 2024, 256 p. (ISBN 978-2-84679-580-7)

## Adaptation au cinéma
- 1976 : L'Assassin musicien de Benoît Jacquot.